# Dialhypocrea puiggariana
Dialhypocrea puiggariana är en svampart som beskrevs av Speg. 1919. Dialhypocrea puiggariana ingår i släktet Dialhypocrea och familjen Hypocreaceae.   Inga underarter finns listade i Catalogue of Life.